# Узурпаторка (телесеріал, 2019)
Узурпаторка (ісп. La usurpadora)  — мексиканський політичний драматичний телесеріал, створений Ларисою Андраде та зпродюсований Кармен Армендаріс для Televisa.
Він заснований на історії Інес Родени «La usurpadora».
В головних ролях — Сандра Ечеверрія, Андрес Паласіос, Арап Бетке.

## Сюжет
Паола Міранда (Сандра Ечеверрія), перша леді Мексики, живе в пеклі поруч із найважливішою людиною в країні: президентом Карлосом Берналем (Андрес Паласіос). Вона давно хотіла розлучення та створює план.
Вона хоче обдурити свою сестру Пауліну Дорію (Сандра Ечеверрія), щоб вона видала себе за першу леді, а потім вбити її.
Таким чином Паола планує імітувати власну смерть, щоб насолоджуватися новим життям зі своїм коханим Гонсало Сантамариною, а також помститися жінці, яку вона вважає винною в тому, що вона розлучила її з біологічною матір’ю.
Пауліна живе в Боготі, де керує притулком для покинутих дітей і піклується про свою матір Ольгу, яка також є біологічною матір'ю Паоли. Під фальшивою обіцянкою пожертв, Пауліна їде до Мексики, де її викрадає Паола. Коли дві сестри зустрічаються, Паола пропонує Пауліні узурпувати її особистість на два тижні, інакше вона вб'є матір. Так Пауліна стає «Узурпаторкою» і прибуває до президентської резиденції Лос-Пінос.

## Актори та ролі
| Актор               | Роль                                                |
| ------------------- | --------------------------------------------------- |
| Сандра Ечеверрія    | Пауліна Дорія Дуке / Паола Міранда Рівас де Берналь |
| Андрес Паласіос     | Карлос Берналь Мехіа                                |
| Арап Бетке          | Факундо Нава                                        |
| Даніела Шмідт       | Хема Відаль                                         |
| Хуан Мартін Хаурегі | Гонсало Сантамарина                                 |
| Аврора Гіл          | Тереза Ернандес                                     |
| Хуан Карлос Баррето | Мануель Ернандес                                    |
| Кета Лават          | Донья П'єдад Мехія вдова де Берналь                 |
| Ана Берта Еспін     | Аркадія Рівас де Міранда                            |
| Макарена Оз         | Лізетт Берналь Міранда                              |
| Херман Бракко       | Еміліо Берналь Понсе                                |
| Вероніка Теран      | Хуани                                               |
| Монсеррат Мараньон  | Монсеррат «Монсе»                                   |
| Джошуа Гутьєррес    | Моліни                                              |
| Еміліо Герреро      | Паскуаль                                            |
| Пако Руеда          | Педро                                               |
| Еміро Балокко       | Хуан Себастьян Рестрепо                             |
| Рікардо Легуізамо   | Вілсон                                              |
| Лізет Бітар         | Андреа                                              |
| Габріела Замора     | Ірен                                                |
| Вікторія Ернандес   | донья Ольга Дорія Дуке                              |
| Еріберто Мендес     | Сантьяго Ріверола                                   |
| Пабло Брачо         | доктора Сільва                                      |
| Лев Багніс          | Дієго                                               |
| П'єр Луї            | Освальдо                                            |
| Мартін Сарачо       | Гораціо                                             |
| Клаудія Рамірес     | бос Каміло                                          |
| Родольфо Вальдес    | Камило                                              |

## Епізоди
| Сезон          | Епізоди | Епізоди | Оригінальний показ | Оригінальний показ | Оригінальний показ |
| Сезон          | Епізоди | Епізоди | Перший показ       | Останній показ     | Мережа             |
| -------------- | ------- | ------- | ------------------ | ------------------ | ------------------ |
| Сезон 1 (2022) | 25      | 25      | 2 вересня 2019     | 4 жовтня 2019      | Las Estrellas      |

## Музика
Головна тема серіалу — «Твоє місце — моє місце» у виконанні Сандри Ечеверріа.

## Аудиторія
| Сезон | Серій | Кількість глядачів першої серії | Кількість глядачів останньої серії | Середня кількість глядачів |
| ----- | ----- | ------------------------------- | ---------------------------------- | -------------------------- |
| 1     | 25    | 3,9 млн.                        | 3,6 млн.                           | 3,11 млн.                  |

## Нагороди та номінації
| Премія TVyNovelas 2020                        | Премія TVyNovelas 2020                                         | Премія TVyNovelas 2020 |
| Категорія                                     | Номінант                                                       | Результат              |
| --------------------------------------------- | -------------------------------------------------------------- | ---------------------- |
| Найкраща мильна опера                         | Узурпаторка                                                    | Перемога               |
| Найкраща акторка мильної опери                | Сандра Ечеверрія                                               | Перемога               |
| Найкращий актор мильної опери                 | Андрес Паласіос                                                | Номінація              |
| Найкраща антагоністка                         | Сандра Ечеверрія                                               | Перемога               |
| Найкраща заслужена акторка                    | Кета Лават                                                     | Номінація              |
| Найкращий заслужений актор                    | Хуан Карлос Барретті                                           | Номінація              |
| Найкраща акторка другого плану                | Ана Берта Еспін                                                | Номінація              |
| Найкращий актор другого плану                 | Арап Бетке                                                     | Перемога               |
| Найкраща операторська робота                  | Вівіан Санчес Росс                                             | Перемога               |
| Найкраща режисура                             | Франциско Франко                                               | Перемога               |
| Найкращий оригінальний сценарій або адаптація | Лариса Андраде, Фернандо Абрего, Таня Тінаджеро та Зарія Абреу | Перемога               |

## Інші версії
- 1972 — Узурпаторка (ісп. La usurpadora), венесуельська теленовела виробництва каналу RCTV. У головних ролях Марія Баура і Рауль Амундарай.
- 1981 — Дім, який я пограбувала (ісп. El hogar que yo robé), мексиканська теленовела виробництва Televisa. У головних ролях Анхеліка Марія і Хуан Феррара.
- 1986—1987 — Зловмисниця (ісп. La intrusa), венесуельська теленовела виробництва каналу RCTV. У головних ролях Маріела Алькала, Віктор Камара та Росіта Кінтана.
- 1998 — Узурпаторка (ісп. La usurpadora), мексиканська теленовела виробництва Televisa. У головних ролях Габріела Спанік, Фернандо Колунга та Лібертад Ламарке.
- 2012 — Хто ти? (ісп. Quién eres tú?), колумбійська теленовела. У головних ролях Лаура Карміне і Хуан Гіль.